# Sosnówka (gromada w powiecie włodawskim)
Sosnówka – dawna gromada, czyli najmniejsza jednostka podziału terytorialnego Polskiej Rzeczypospolitej Ludowej w latach 1954–1972.
Gromady, z gromadzkimi radami narodowymi (GRN) jako organami władzy najniższego stopnia na wsi, funkcjonowały od reformy reorganizującej administrację wiejską przeprowadzonej jesienią 1954 do momentu ich zniesienia z dniem 1 stycznia 1973, tym samym wypierając organizację gminną w latach 1954–1972.
Gromadę Sosnówka z siedzibą GRN w Sosnówce utworzono – jako jedną z 8759 gromad na obszarze Polski – w powiecie włodawskim w woj. lubelskim na mocy uchwały nr 17 WRN w Lublinie z dnia 5 października 1954. W skład jednostki weszły obszary dotychczasowych gromad Sosnówka, Romanów, Wygnanka, Rozwadówka wieś, Rozwadówka folwark i Czeputka ze zniesionej gminy Romanów w tymże powiecie. Dla gromady ustalono 18 członków gromadzkiej rady narodowej.
1 stycznia 1960 do gromady Sosnówka włączono wsie Dębów i Pogorzelec oraz wieś i kolonię Motwica ze zniesionej gromady Pogorzelec w tymże powiecie.
1 stycznia 1962 do gromady Sosnówka włączono obszar zniesionej gromady Przechód w tymże powiecie.
Gromada przetrwała do końca 1972 roku, czyli do kolejnej reformy gminnej. 1 stycznia 1973 w powiecie włodawskim utworzono gminę Sosnówka (od 1999 gmina Sosnówka znajduje się w powiecie bialskim w woj. lubelskim).